# 信州ブレイブウォリアーズ
信州ブレイブウォリアーズ（しんしゅうブレイブウォリアーズ、英: Shinshu Brave Warriors）は、長野県長野市と千曲市をホームタウンとするプロバスケットボールチーム。運営法人は株式会社NAGANO SPIRIT。2011年に創設され、2024-25シーズンからB2リーグの東地区に所属する。

## 概要
長野県から初めてトップリーグに参戦したプロスポーツチーム。ホームタウンは長野県長野市及び千曲市で、運営会社は株式会社NAGANO SPIRIT。
チーム名の信州ブレイブウォリアーズは、県全体をイメージ出来る信濃国の別称「信州」と、真田氏を始めとする県が生み出した「勇士」（brave warriors）、これを組み合わせ「信州ブレイブウォリアーズ」とした。チームロゴは日本アルプスの雪山と月がデザインされていて、この2つの組み合わせで勇士の兜も表現されている。
ホームゲームは2018年9月にオープンした千曲市の「ことぶきアリーナ千曲」をメインに、長野市「ホワイトリング」、松本市「松本市総合体育館」で開催する。ホームゲームで活動しているダンスチームはJASPERS（ジャスパーズ）。マスコットキャラクターは雪男のブレアー。

### ホームゲーム公式戦会場

#### B.LEAGUE
| ホームアリーナ       | 16-17 | 17-18 | 18-19 | 19-20  | 20-21  | 21-22  | 22-23 | 23-24 | 24-25 |
| -------------------- | ----- | ----- | ----- | ------ | ------ | ------ | ----- | ----- | ----- |
| ホワイトリング       | 2     | 2     | 2     | 14(18) | 19(21) | 22(24) | 24    | 28    | 28    |
| 千曲市戸倉体育館     | 24    | 18    | -     | -      | -      | -      | -     | -     | -     |
| ことぶきアリーナ千曲 | -     | -     | 24    | 10     | 5(7)   | 4      | 4     | 2     | 2     |
| 松本市総合体育館     | 4     | 8     | 4     | 0(2)   | 2      | 0(2)   | 2     | -     | -     |
| ビッグハット         | -     | 2     | -     | -      | -      | -      | -     | -     | -     |
| ホーム試合数計       | 30    | 30    | 30    | 24(30) | 26(30) | 26(30) | 30    | 30    | 30    |

括弧内は開催予定だった試合数

#### 過去の会場
- 佐久市総合体育館
- 上田市自然運動公園総合体育館
- 小諸市総合体育館
- 岡谷市民体育館
- 伊那市民体育館
- 安曇野市穂高総合体育館

### ユニホームサプライヤー
- 2011年 - 2012年：GANBAX
- 2012年 - 2017年：BULL FIGHT
- 2017年 - 2018年 : macron[4]
- 2018年 - 現在：B-Five

### 歴代ユニフォーム
| HOME             | HOME             | HOME           | HOME             | HOME           |
| ---------------- | ---------------- | -------------- | ---------------- | -------------- |
| 2017 - 18        | 2018 - 19        | 2019 - 20      | 2020 - 21        | 2021 - 23      |
| 2022 - 23 YELLOW | 2023 - 24 YELLOW | 2023 - 24 NAVY | 2024 - 25 YELLOW | 2024 - 25 NAVY |
|                  |                  |                |                  |                |

| AWAY      | AWAY      | AWAY      | AWAY      | AWAY      |
| --------- | --------- | --------- | --------- | --------- |
| 2017 - 18 | 2018 - 19 | 2019 - 20 | 2020 - 21 | 2021 - 22 |
| 2022 - 23 | 2023 - 24 | 2024 - 25 |           |           |
|           |           |           |           |           |

| Other         | Other         | Other         | Other         | Other         |
| ------------- | ------------- | ------------- | ------------- | ------------- |
| 2018 - 19 3rd | 2019 - 20 3rd | 2020 - 21 3rd | 2021 - 22 3rd | 2021 - 22 4th |
| 2023 - 24 4th |               |               |               |               |
|               |               |               |               |               |

### ユニフォームスポンサー （2025-26シーズン）
- 前面：オリオン機械（左肩）、ホクト（中央）
- 背面：セイコーエプソン（背番号上部）、昭和電機産業（選手名下部）
- パンツ：日本ステンレス精工（右前上）、アルピコホールディングス（右前中央）、KATEKYO学院（右前下）、栗田病院（左前上）、高沢産業（左前下）、本久（右後ろ上）、長野朝日放送（右後ろ中央）、クォリティフーズ（右後ろ下）、不二越機械工業（左後ろ上）、ワールド開発工業（左後ろ中央）、信越電装（左後ろ下）

## 歴史
bjリーグが開幕する前の2005年8月、リーグ参戦を目指して地元有志により「長野県プロバスケットボールチーム設立準備委員会」が発足。2006年10月には、県内初となるbjリーグプレシーズンゲームの新潟対埼玉をホワイトリングで開催。2007年6月より幾度かbjリーグへ新規参入を申請したが落選を繰り返す。2008年、「長野県bjリーグ参入協議会」を発足。
2010年8月26日、4度目の挑戦にして2011-12シーズンからのbjリーグ新規参入が正式決定。2011年1月27日、一般公募により決定したチーム名、信州ブレイブウォリアーズを発表。3月3日、運営が「長野県bjリーグ参入協議会」より「株式会社信州スポーツスピリット」に引き継がれる。

### bjリーグ

#### 2011-12シーズン
初代ヘッドコーチに元高松、東京AHCの青木幹典を迎える。ドラフト会議などで新潟の齋藤崇人（初代キャプテン）や呉屋貴教ら日本人選手を獲得。リー・ロバーツやデレク・ライヴィオら4名の外国人とも契約して参入初年度のシーズン開幕を迎えた。bjリーグイースタンカンファレンスに所属し、開幕第2戦のアウェイ新潟戦で初勝利。序盤は白星が先行するなど健闘したが、最終順位は東地区8位。

#### 2012-13シーズン
青木HCの退団により、コーチの石橋貴俊がHCに昇格。前大阪のウェイン・マーシャルなどを補強。開幕からの15試合を10勝5敗と好調なスタートを切ったが、マーシャルはシーズン途中に故障で離脱（選手登録を外れ、コーチに就任）。シーズン中盤以降は連勝がなく、逆に大型連敗（8連敗、14連敗）を喫して順位を下げ、東地区9位に留まりプレイオフ進出を逃した。シーズン終了後、石橋HCが契約満了で退団。

#### 2013-14シーズン
新HCには前浜松HCの河合竜児が就任。前大阪の今野翔太、前浜松の仲西翔自とジェフリー・パーマーらを補強した。シーズンは前半の11月に4連勝、12月に6連勝を記録して勝ち星を先行させると、後半も連敗は最大で3と大崩れすることなく勝ち星を積み重ね、4月12日に初のプレイオフ進出（6位以内）が決定。4月26日に東地区4位が決定し、プレイオフファーストラウンドのホーム開催権を獲得した。だがプレイオフでは、東地区5位の新潟に敗れ、ファイナルズ進出は果たせなかった。
プレシーズンでは小諸市（小諸市総合体育館）、レギュラーシーズンでは上田市（上田市自然運動公園総合体育館）での開催を実現。

#### 2014-15シーズン
河合体制の2期目。前シーズンから勝利数が大幅に減少し、福島、群馬、横浜などとのプレイオフ争いに敗れ、東地区9位に止まる。
プレシーズンでは飯田市（飯田市鼎体育館）、茅野市（茅野市総合体育館）、松本市（松本平広域公園体育館）での開催を実現。

#### 2015-16シーズン
前青森HCの棟方公寿が新HCに就任。前半戦は苦しい戦いとなるが、1月以降、クラブ記録を更新する7連勝を飾るなどイースト7位で2季ぶりにプレイオフ進出を果たす。プレイオフ1回戦では仙台に敗れbjリーグでの戦いに幕を閉じる。
レギュラーシーズンによる安曇野市（安曇野市穂高総合体育館）での開催を実現。

### B.LEAGUE

#### 2016-17シーズン（B2 中地区）
小野寺龍太郎が新たにHCに就任。B2初勝利は5戦目の東京EX戦。シーズン中盤に9連敗と13連敗を喫し、通算成績14勝46敗で中地区6チーム中最下位。リーグ全体順位では18チーム中17位であり、本来ならばB2・B3入れ替え戦に出場するところだったが、全体14位の東京EXがB2ホームアリーナ基準、全体18位の鹿児島がB2財務基準を満たせず、B2ライセンス不交付でB3降格となったため、信州のB2残留が決まった。

#### 2017-18シーズン（B2 中地区）
小野寺体制の2シーズン目。前名古屋Dの寒河江功一がアソシエイトコーチに就任。選手は前琉球のアンソニー・マクヘンリーや新城真司、高松勇介、ティム・デゼルスキ、ニック・ウォッシュバーンらが加入し、計13人。主将は昨季に続いて齊藤洋介が務める。
シーズン開幕前に行われたアーリーカップでは、新潟、名古屋D、三遠と対戦し、新潟と三遠に勝利。シーズンは開幕の青森戦から4連勝したが、その後失速し中地区6チーム中5位。

#### 2018-19シーズン（B2 中地区）
勝久マイケルがHCに就任。石川海斗、ウェイン・マーシャルら新戦力を補強。開幕10連勝を記録。5試合を残して中地区優勝が決定した。B2プレーオフファイナルでは群馬にホームで連勝し、初のB2制覇を果たした。
クラブはB1昇格に向けアリーナ基準（収容人数5,000人以上）を満たすべく、千曲市に対しことぶきアリーナ千曲（3,400人）に仮設席を設置するよう要望していたが、消防法などに抵触することから実現できなかった。このため、長野市のホワイトリング（5,791席）をホームアリーナとすることを、長野市及び千曲市と協議の上決定した。今シーズンの平均入場者数は、昇格基準の1,500人以上を上回ったが、債務超過が2019年2月時点で約3,900万円に上り、財務基準を満たさなかっため、翌シーズンもB2にとどまることが確定し、B2クラブライセンスが交付された。

#### 2019-20シーズン（B2 中地区）
勝久体制2年目。13選手中5人が入れ替わった。15試合消化時点で13勝2敗の成績で中地区首位に立った。3月17日、新型コロナウイルス感染拡大により、シーズン打ち切りが決定。40勝7敗の成績で2年連続2回目のB2中地区優勝が決定した。4月にB1ライセンスを交付され、B1昇格が確定した。

#### 2020-21シーズン（B1 西地区）
勝久体制3年目。西地区10チーム中7位。20勝34敗と負け越しで終えたものの、B1昇格初年度のクラブとしては最多勝利数を更新する成績を収めた。一方、攻撃面では、シーズン平均得点は71.9に留まりB1最下位に終わった。

#### 2021-22シーズン（B1 西地区）
勝久体制4年目。佐藤託矢が現役を引退し、「信州ふるさと大使」に就任した。またB.LEAGUE発足から5シーズン間、チームを支え続けた武井弘明に加えて、そしてB1昇格初年度のチームを支えたベテランの小野龍猛（→富山）と山本エドワード（→長崎）が1シーズンで退団した。一方で前田怜緒（滋賀）、岡田侑大（富山）、熊谷航（三河の特別指定選手）などに加え、開幕直後にもフィリピン出身で日本国籍を持つマシュー・アキノが加入した。
前年より順位を2つ上げて地区5位で終了し、28勝26敗とB1昇格してから初めてのシーズン勝ち越しとなった。

#### 2022-23シーズン（B1 中地区）
3年ぶりに3地区制が復活し、信州は中地区所属となった。中地区では3位と大躍進するも、全体10位とチャンピオンシップ進出はならなかった。

#### 2023-24シーズン（B1 中地区）
2023年6月5日に、運営会社の社名を「株式会社NAGANO SPIRIT」に改称し、木戸康行を代表取締役社長に就任し、前任の片貝は取締役に就任した他、ホームタウンである長野市の副市長である松山大貴が取締役に新任し、長野市との関係を強化し、2024年10月に開始される新B1参入審査の初回審査において、ホームアリーナとして使用しているホワイトリングのアリーナ基準や、売上12億円、平均入場者数4,000人などの基準をクリアし、B1ライセンスの取得を目指す。また資本増強や長野市からの増資により、長野市は持ち株比率約8％を持つ、第2位の大株主となる。
岡田侑大（→京都）、熊谷航（→秋田）、ドゥレイロン・バーンズ、ウィリアム・モズリー、ジョシュ・ホーキンソン（→渋谷）が退団した。一方で石川海斗（FE名古屋）、星野京介（滋賀）、ロン・ジェイ・アバリエントス（KBL）、スタントン・キッド（秋田）、デオン・トンプソン（KBL）、小玉大智（練習生から本契約）、山本楓己（練習生から本契約）が加入した。
ウェイン・マーシャルがIL入りし、新たにデイヴィット・サイモン（元A東京/B3）が加入。
スタントン・キッドの負傷による契約解除に伴い、新たにジャスティン・マッツ（千葉）が加入。
しかし、ジョシュ・ホーキンソンの抜けた穴が大きかったこともあり、レギュラーシーズンは中地区7位（10勝50敗）となり、全体順位も23位で、4年ぶりとなるB2降格となってしまった。

## 成績

### 過去のリーグ戦

#### bjリーグ
| 年度    | レギュラーシーズン | レギュラーシーズン | レギュラーシーズン | レギュラーシーズン | レギュラーシーズン | レギュラーシーズン | レギュラーシーズン | レギュラーシーズン | 最終結果 | HC       | 備考                     |
| 年度    | 勝                 | 敗                 | 勝率               | ゲーム差           | 得点               | 失点               | 得失点差           | 順位               | 最終結果 | HC       | 備考                     |
| ------- | ------------------ | ------------------ | ------------------ | ------------------ | ------------------ | ------------------ | ------------------ | ------------------ | -------- | -------- | ------------------------ |
| 2011-12 | 18                 | 34                 | .346               | 19.0(7.0)          | 76.8               | 81.7               | -4.9               | 東8位              | 16位     | 青木幹典 | 新規参入1年目            |
| 2012-13 | 17                 | 35                 | .327               | 19.0(9.0)          | 78.1               | 83.7               | -5.6               | 東9位              | 18位     | 石橋貴俊 |                          |
| 2013-14 | 33                 | 19                 | .635               | 9.0                | 77.6               | 74.0               | +2.6               | 東4位              | 9位      | 河合竜児 | プレイオフ 地区1回戦出場 |
| 2014-15 | 19                 | 33                 | .365               |                    |                    |                    |                    | 東9位              | 位       | 河合竜児 |                          |
| 2015-16 | 27                 | 25                 | .519               |                    |                    |                    |                    | 東7位              | 位       | 棟方公寿 | プレイオフ 地区1回戦出場 |

ゲーム差は()外は1位、()内はプレイオフ圏との差をそれぞれ表している。

## 選手とスタッフ

### 過去の所属選手
| 日本人選手 - 鈴木豊(2011-12) - 呉屋貴教(2011-13) - 佐々木裕也(2012-13) - 松原佑樹(2012-13) - 宇都宮正(2011-14) - 今野翔太(2013-14) - 仲西翔自(2013-15) - 楯昌宗(2013-15) - 俊野達彦(2014-15) - 花野文昭(2013-16) - 上田貴浩(2013-16) - 椎名雄大(2014-16) - 鹿野洵生(2015-16) - 小野龍猛(2020-21) - 山本エドワード(2020-21) - 大崎裕太(2018-22) - 井上裕介(2019-22) - 西山達哉(2019-22) - 岡田侑大((2021-23) - 熊谷航(2021-23) - ジョシュ・ホーキンソン(2020-23) | 外国籍選手 - デレク・ライヴィオ(2011-12) - タイラー・ヒューズ(2011-12) - リー・ロバーツ(2011-12) - カイル・ラケット(2011-12) - ディマリオ・カリー(2011-12) - エドワード・モリス(2011-13) - ウェイン・マーシャル(2012-13) - ジャメイン・グリーン(2012-13) - マイケル・フェイ(2013) - エリック・ウォルトン(2013) - エマニュエル・ウィリス(2013-14) - ジェフリー・パーマー(2013-14) - スレイマン・ブレイモー(2014) - ジャメイン・ディクソン(2014) - ドワイト・バーク(2015) - カール・ホール(2014-15) - パトリック・サンダース(2013-15) - デボーン・ワシントン(2014-15) - モハメド・アブカー(2014-15) - テレンス・ジェニングス(2015) | - ウェスレイ・ウィザースプーン(2015) - マーカス・クザン(2015) - ジェイ・クロケット(2015) - マイク・ベル(2015-16) - ジョー・ウォルフィンガー(2015-16) - エグゼビア・ギブソン(2013-14,2015-16) - テレンス・シャノン(2016) - ジャマール・ボイキン(2016) - ウィリアム・カーター(2016-17) - アンソニー・マクヘンリー(2017-23) - ヤン・ジェミン(2020-22) - スタントン・キッド(2023) |

## ウォリバサダー
ウォリバサダーとは、信州ブレイブウォリアーズのPR大使として任命された長野県ゆかりの著名人で、「ウォリアーズアンバサダー」の略称。
- 阿部守一（長野県知事）
- 小川修一（千曲市長）
- グレート☆無茶（プロレスラー、信州プロレス代表、長野市議会議員）
- 越ちひろ（画家、千曲市出身）
- こてつ（お笑いコンビ、吉本興業「あなたの街に住みますプロジェクト」長野県担当）
- 島田秀平（手相芸人、長野市出身、中学バスケットボール部の後輩に三ツ井利也）
- 宮尾綾香（プロボクサー、千曲市出身、学生時代バスケットボール部所属）
- 湯澤かよこ（シンガーソングライター、伊那市出身）

名誉ウォリバサダー
- 近藤清一郎（故人、元千曲市長）

過去
- 岡田昭雄（前千曲市長）